# (36866) 2000 SG147
2000 SG147 (asteroide 36866) é um asteroide da cintura principal. Possui uma excentricidade de 0.03239600 e uma inclinação de 1.43927º.
Este asteroide foi descoberto no dia 24 de setembro de 2000 por LINEAR em Socorro.